# 克勞利 (加利福尼亞州門多西諾縣)
克勞利（英語：Crowley）是位於美國加利福尼亞州門多西諾縣的一個非建制地區。該地的面積和人口皆未知。

## 地理
克勞利的座標為39°24′33″N 123°25′32″W / 39.40917°N 123.42556°W，而該地的平均海拔高度為377米（即1237英尺）。